# Aragóniai Beatrix máltai grófné
Aragóniai Beatrix (1360 körül – 1400 után), olaszul: Beatrice d'Aragona, spanyolul: Beatriz de Aragón, katalánul: Beatriu d'Aragó, máltaiul: Beatriċe ta' Sqallija, avolai bárónő, első házassága révén máltai és gozoi grófné. A Barcelonai-ház szicíliai ágának avolai mellékágából származott. I. Mária szicíliai királynő sógornője.

## Élete, származása
Édesapja Aragóniai János, Avola bárója, Aragóniai Orlando avolai bárónak (1296–1361), II. Frigyes szicíliai király természetes (fattyú) fiának a fia. Beatrix így apja révén II. Frigyes szicíliai király dédunokája volt. Édesanyját Johannának hívták, de a származása nem ismert. 
Beatrix elsőként másodfokú unokatestvéréhez, Aragóniai Vilmos (1360 körül–1380 után) máltai grófhoz, III. (Együgyű) Frigyes szicíliai királynak ismeretlen ágyasával folytatott házasságon kívüli viszonyából származó fiához ment feleségül. Házasságukból egy leány, Johanna (1380 körül–1410 után) született. A megözvegyült Beatrix még kétszer kötött házasságot. Második férje Ruggiero Passaneto lett, míg harmadszor Niccolò Cesareohoz ment feleségül.

## Gyermeke
- 1. férjétől, Aragóniai Vilmos (1360 körül–1380 után) máltai gróftól, 1 lány:
  - Johanna (1380 körül–1410 után), férje Gioeni Péter, Ardore és Castiglione 3. bárója, 3 gyermek:
    - Consalvo, Castiglione 4. bárója, felesége N. N., 4 fiú
    - János, felesége Gravinai Beatrix, 2 fiú
    - Margit, férje Branciforte Miklós, Mazzarino 6. bárója, 1 fiú
- 2. férjétől, Ruggiero Passaneto úrtól, nem születtek gyermekei
- 3. férjétől, Niccolò Cesareo úrtól, nem születtek gyermekei